# Aristolochia macrorrhyncha
Aristolochia macrorrhyncha là một loài thực vật có hoa trong họ Aristolochiaceae. Loài này được Hoehne mô tả khoa học đầu tiên năm 1947.